# Католическая пропаганда на болгарских землях в XVII веке

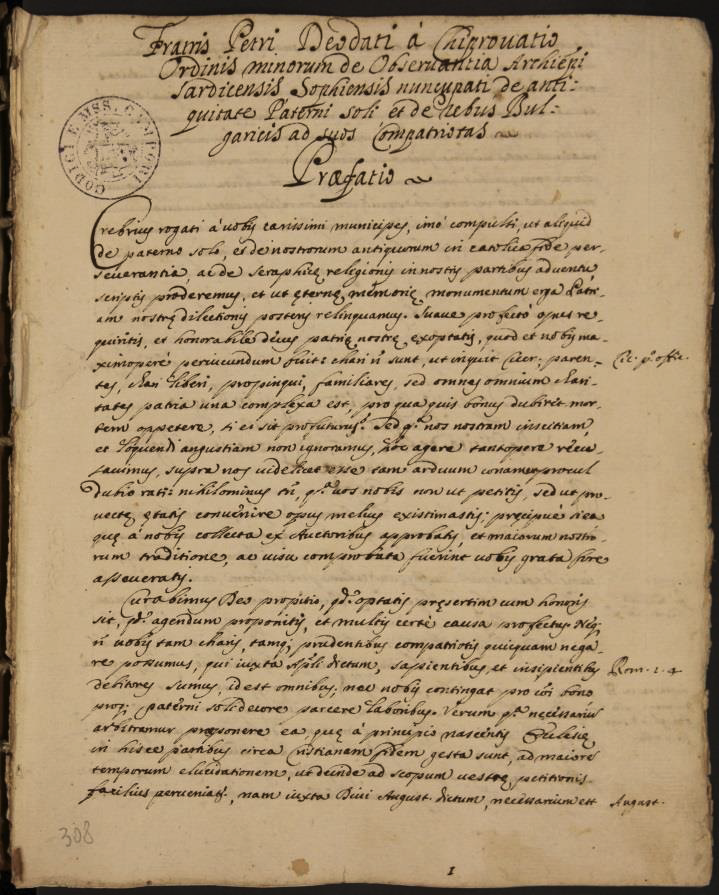
Петр Богдан: «О древней земле Отечества и болгарских вещах».

Католическая пропаганда на болгарских землях в XVII веке была следствием Брестской унии и Житваторогского мирного договора в контексте продолжающейся Контрреформации. Пик пропаганды совпадает с Ужгородской унии.
Начало католической пропаганде положил во время долгой войны 1601 года монах-францисканец сербского происхождения Петер Солинат. Чипровци стал де-факто резиденцией Софийского католического епископата. В 1620 году Болгарская Кустодия, созданная в конце XIV века, отделилась от Боснийско-сербской католической провинции, которая до этого включала болгарские земли, и перешла под прямой контроль Римской церкви. Первым ее руководителем стал отец Григорий Визич. Это событие совпало с завершением более чем столетнего строительства базилики Святого Петра (Рим).
Конец католической пропаганды пришелся на Чипровской восстании и во время Великой турецкой войны, когда католических миссионеров считали шпионами. Конец католической пропаганды совпал с началом раннего болгарского возрождения.
Тогда была издана первая современная болгарская печатная книга — «Абагар» (1651 г.), Пётр Богдан написал «Историю Болгарии» (1667 г.).